# Писнячевский, Александр Иосифович
Александр Иосифович Писнячевский (30 августа 1863—1 июня 1938) — русский и советский врач-психиатр, невролог, нейрогистолог. Педагог, профессор (с 1921). Один из основателей медицинского факультета Нижегородского университета (ныне — Нижегородская государственная медицинская академия), организатор и первый заведующий кафедрой психоневрологии медицинского факультета Нижегородского университета (1921—1930).

## Биография
Сын чиновника. Родился 30 августа 1863 года в г. Каменец-Подольский. В 1887 году окончил медицинский факультет Московского университета. Прошел курс обучения в Германии, у известного психиатра профессора Ю.Л.А. Коха. В 1887—1890 годах А. И. Писнячевский работал земским врачом в Смоленском уезде, в селе Гнездове, затем ординатором Смоленской психиатрической лечебницы. Для занятий по анатомии нервной системы и клинических исследований устроил лабораторию.

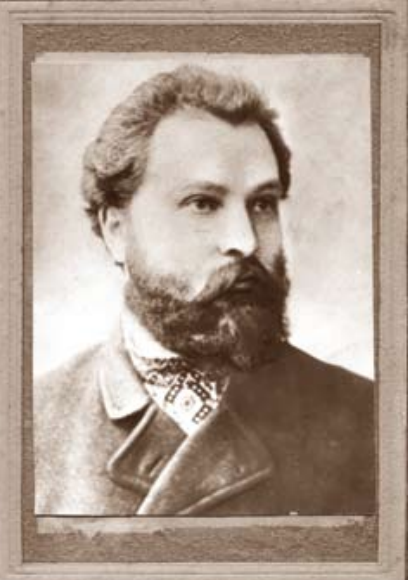
Профессор А.И Писнячевский

С 1 августа 1896 года — заведующий Полтавской колонией душевнобольных, принимал участие в её постройке. Читал лекции по анатомии, психологии и гигиене студентам Полтавской учительской семинарии.
С мая 1903 года А. И. Писнячевский — помощник директора Костюженской психиатрической лечебницы Бессарабского губернского земства.
В тех учреждениях, в которых работал, создавал лаборатории, где детально изучал анатомию нервной системы, проводил клинические лабораторные исследования. Посещал отечественные и зарубежные научные центры, использовал их опыт в своей деятельности. Участвовал в съездах специалистов, научных конференциях, заседаниях научных обществ.
В конце 1904 года известный российский психиатр П. П. Кащенко, много лет возглавлявший психиатрическую службу в Нижнем Новгороде, переехал в Москву. Нижегородское губернское земство по его рекомендации пригласило на должность руководителя психиатрических учреждений А. И. Писнячевского, который проработал в этой должности 26 лет (13 лет — до Великой Октябрьской социалистической революции и 13 лет — после). А. И. Писнячевский взялся за дальнейшее совершенствование системы психиатрической помощи в Нижегородской губернии. Он продолжил строительство Ляховской колонии для душевнобольных, по окончании которого занял должность директора. Свободно владея иностранными языками, он не ограничивался изучением доступной ему зарубежной литературы по вопросам избранной специальности, посещением отечественных научных центров. Александр Иосифович посетил психиатрические клиники Германии, Австрии, Италии и Швейцарии и познакомился с постановкой лечебной работы в этих учреждениях. По возвращении на родину А. И. Писнячевский внес изменения и дополнения в план строительства психлечебницы: устройство вентиляции, ванн и водопровода.
К 1910 году ему удалось создать общее управление городской лечебницы на 100 мест, Ляховской больницы-колонии почти на 400 мест и посемейного патронажа в Балахнинском уезде на 600 мест с приемным покоем[5]. В Городской лечебнице, одновременно выполнявшей функции распределителя, имелась психотерапевтическая амбулатория с «электротерапевтическим кабинетом». В Ляхове трудотерапией был занят 51 процент больных, функционировали 6 мастерских, осуществлялись различные садово-огородные работы[6]. Для больных устраивались чтения с туманными картинами (кинематограф), спектакли, вечера и т. д., выписывались газеты и журналы, имелась библиотека. Удовлетворялись также религиозные потребности пациентов. Для совершения служб и треб в колонию приезжал местный приходской священник.

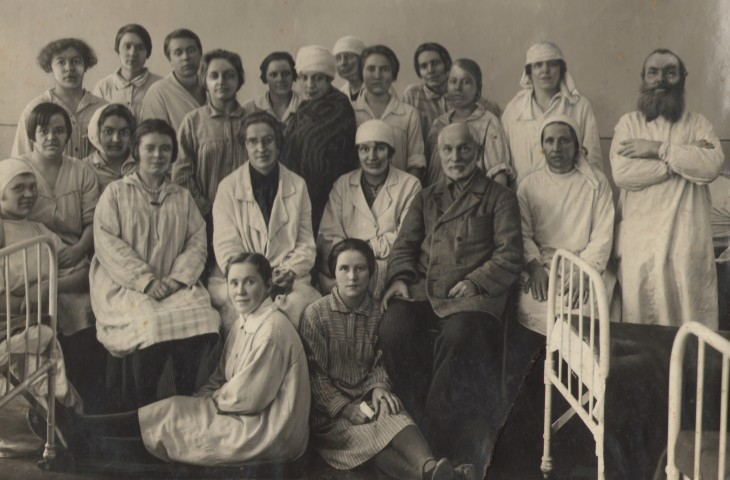
Инструментальное обследование больного в клинике нервных и душевных болезней, 1930-е годы.

В 1910 году А. И. Писнячевский поднял вопрос об устройстве приюта для алкоголиков. Он указывал, что приют для алкоголиков должен создаваться при участии города, земства, попечительства о народной трезвости и местного общества трезвости. Более того, он настаивал на том, чтобы съезд врачей принципиально высказался за создание в Нижнем Новгороде специальной больницы для алкоголиков, которая бы и явилась началом дальнейшей организации лечения и призрения алкоголиков в губернии. Этот план ему удалось реализовать в 1913 году, когда он основал (вместе с С. И. Мицкевичем) в Нижегородской губернии больницу для алкоголиков. Она находилась в Лисьих Ямках (современный Богородский район).

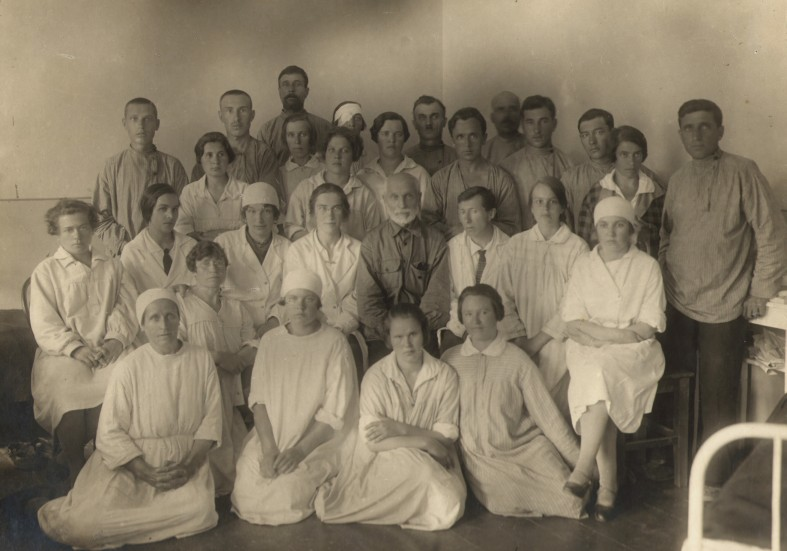
Профессор А. И. Писнячевский с сотрудниками клиники нервных и душевных болезней

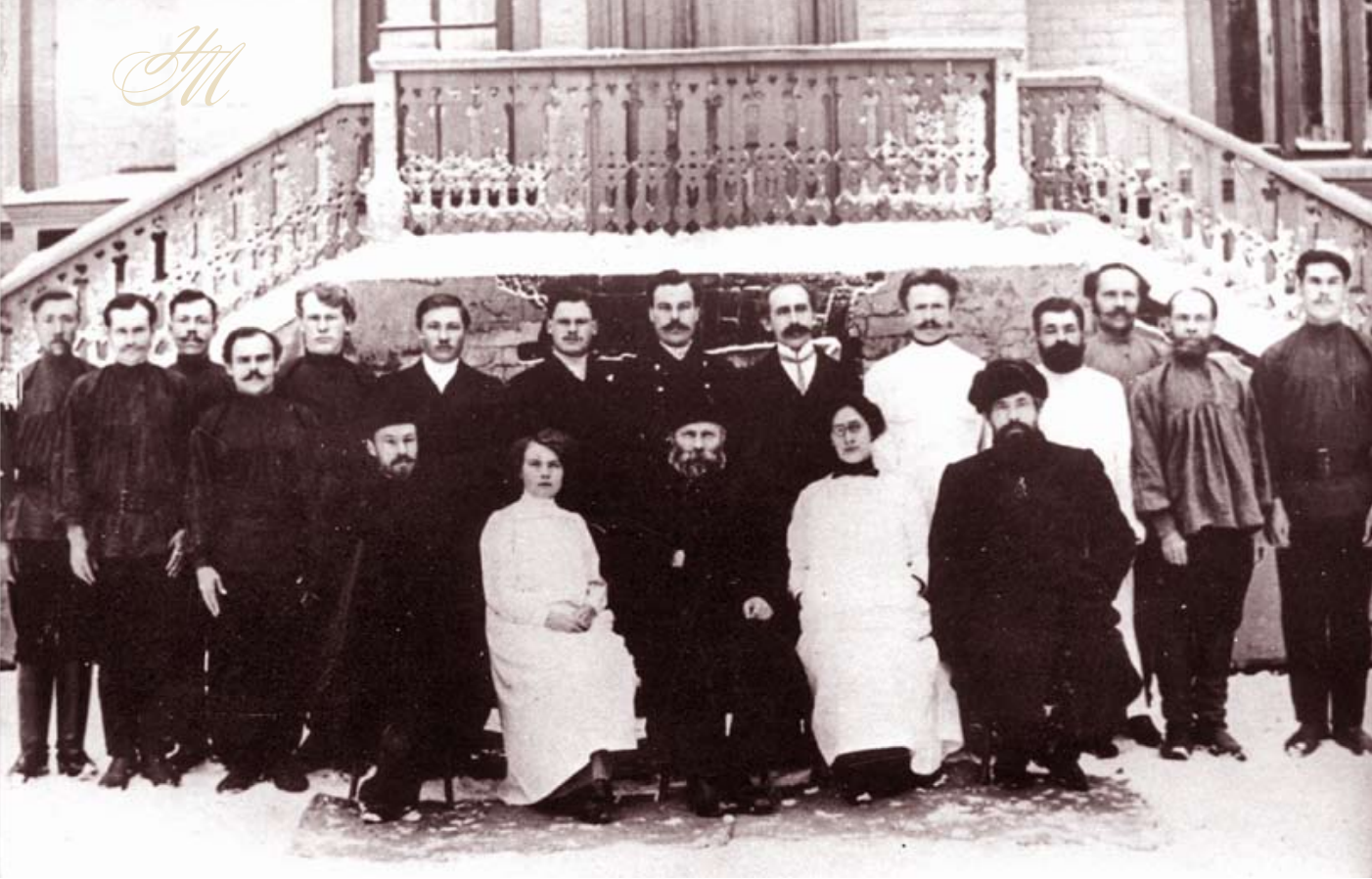
А. И. Писнячевский (в 1-м ряду в центре) с коллективом больницы. 1910 год

В 1911 году А. И. Писнячевский создал один из первых в России приютов для умственно отсталых детей. Также он стоял у истоков создания Нижегородской больницы Российского общества Красного Креста.
Александр Иосифович не только принимал пациентов психиатрического профиля, но и активно консультировал по вопросам нервных болезней в различных больницах и лазаретах, выступал экспертом в судах.
В 1921 году А. И. Писнячевский выступил одним из инициаторов создания медицинского факультета Нижегородского университета, создал и возглавил (был избран председателем) в 1920 году кафедру нервных и психических болезней (психоневрологии), которой заведовал до 1930 года. 
В 1923 году он начал читать первые лекции на базе Клиники нервных болезней (на ул. Больничной в Ляхове). Будучи крупным нейрогистологом, А. И. Писнячевский сумел прекрасно оснастить кафедру наглядными пособиями и оригинальными препаратами; некоторые препараты срезов мозга были изготовлены им лично.
В 1929 Александру Иосифовичу присвоено звание Героя Труда. 
В 1930 году он организовал регулярные научные собрания, положив тем самым начало Нижегородскому научному обществу неврологов и психиатров. Был избран почётным членом научного врачебного общества при Нижегородском университете, несколько лет был его председателем.
После 1930 года А. И. Писнячевский продолжил врачебную деятельность в качестве консультанта в основанной им Клинике нервных болезней. В 1937 году общественность города Горького отметила 50-летие врачебной деятельности А. И. Писнячевского.
В 1931 г. опубликовал статью «О переписи душевнобольных в Нижегородской губернии», явившуюся прообразом эпидемиологических исследований в психиатрии.
Автор 14 научных работ. Наиболее важными из них были «Историческая справка о надзирательском персонале в Германии», «К учению о громком мышлении», «О происхождении кататонии». Являлся инициатором переписи душевнобольных в Нижегородской губернии.
Александр Иосифович Писнячевский умер в возрасте 74 лет в 1938 году от рака легких[47], похоронен на лютеранском кладбище (рядом с Петропавловским) в городе Горьком (Кладбища не сохранились, ныне это территория парка Кулибина).